# ショパン国際ピリオド楽器コンクール
第1回ショパン国際ピリオド楽器コンクールがフレデリック・ショパン研究所によって企画され、ワルシャワで2018年9月2日から14日まで開催された。 9カ国から30名のピアニストが、コンテストに招待された。 コンテストでは、ポーランドのトマシュ・リッテルが優勝した。
第2回は、2023年に開催された。

## 楽器
コンテストの狙いは、ショパンの音楽を作曲された当時の楽器で演奏することである。 ピアノ奏者はコンクールで演奏するピアノ（フォルテピアノ）を、1837年製エラール、1842年製プレイエル、1847年から48年製のブロードウッドの３台の修復されたオリジナル楽器と、ポール・マクナルティによる1826年製ブッフホルツと1819年製グラーフの２台の現代の復元楽器から、選ぶことができた。現代楽器によるショパン国際ピアノコンクールとは異なり、参加したピアノ奏者はさまざまな楽器で個々の曲を演奏した。